# Arte generativa
Il termine Arte generativa si riferisce al concetto di “Arte che genera arte” dove, l'opera artistica, è il prodotto di un sistema autonomo in grado di determinare le caratteristiche (forme, suoni, colori, ecc.) di un'opera che altrimenti richiederebbe decisioni prese direttamente dall'artista.
In alcuni casi, l'artista essere umano, può concepire che l'opera finita sia rappresentativa della sua idea artistica, in altri casi è il sistema autonomo ad assumere totalmente il ruolo di creatore. Opere d'Arte generativa possono essere create attraverso sistemi meccanici, robotici, informatici, chimici, di randomizzazione ed altro.
-nel campo digitale- l'Arte generativa muove i primi passi a partire dagli anni ottanta e nasce da una limitata interazione fra uomo e macchina data dall'uso di software-idea (generativo) o dall'impiego di modelli matematici che consentono la realizzazione di opere d'arte, visuali, architettoniche, letterarie o musicali, partendo da un'idea che non sia esclusivamente quella umana.
Grazie a questi programmi è possibile creare da forme semplici, strutture sempre più complesse e diverse consacrandole come uniche nella sfera dell'individualità. Una raccolta di articoli e lavori di Arte Generativa è nel sito www.generativeart.com, sito del convegno - festival annuale di Arte Generativa.
In questa direzione opera il celebre Ward Adrian, autore di software generativi di elevata qualità come dimostra la sua opera intitolata Signwave Autoillustrator, un software semi-autonomo che ha lo scopo di creare disegni di grafica vettoriale.
Sempre nel campo della grafica e del design stampato ed elettronico, opera anche il gruppo svizzero dei Buro Destruct.
Questo gruppo dopo aver esaminato il design elvetico degli anni sessanta, ne ha estrapolate le regole fondamentali codificandole in BDD ossia un software (per entrambe le piattaforme macOS e Microsoft Windows) che crea combinazioni di forme sempre nuove e distinte adatte per essere usate come loghi e pattern in coerenti ed organiche combinazioni cromatiche.
L'azione del gruppo svizzero risulta molto interessante se considerato il processo di codificazione in formule di uno stile riconosciuto storicamente, creando una serie di regole di riproduzione concettuale.
Invece verso la creazione collaborativa si sposta l'attenzione della ricercatrice Elisa Giaccardi che prendendo spunto dal progetto Generatore Poietico di Olivier Auber, utilizza il web come luogo di incontro fra utenti che sperimentano la creazione di un'immagine collettiva attraverso la rete.
Anche un gruppo di ricercatori del Politecnico di Milano capitanati dal Prof. Celestino Soddu, implementano e sperimentano le potenzialità dei software generativi. I primi software generativi di C. Soddu che generano modelli tridimensionali di città medievali Italiane sempre diverse sono del 1987.
Secondo Soddu l'idea-processo genera una dilatazione sorprendente ed infinita della creatività attraverso espressioni plurime e aperte dell'idea generante stessa.
Il progetto generativo portato avanti dal Politecnico di Milano, nasce dalla volontà di indagare ed ampliare i campi della creatività umana non conseguibili ai giorni nostri senza l'utilizzo di strumenti informatici.
In questa chiave si attua un processo a catena in cui l'arte viene espressa dalla creazione del generatore, dalle creazioni fatte dal generatore stesso e dalle opere che quelle creazioni possono far nascere tenendo sempre presente che l'idea è processo.

## Arte visiva dell’intelligenza artificiale
L’arte visiva creata con l’ausilio dell’intelligenza artificiale implica opere visive d’arte create (o migliorate) tramite programmi di intelligenza artificiale (IA). Gli artisti hanno iniziato a creare opere basate sull’IA a metà-fine del XX secolo, quando questa disciplina è nata. Nel corso della sua storia, l’IA ha sollevato numerose questioni filosofiche legate alla mente umana, agli esseri artificiali e a ciò che può essere considerato arte nella collaborazione tra uomo e IA. Dal XX secolo, le persone utilizzano l’IA per creare opere d’arte, alcune delle quali sono state esposte nei musei e premiate.
Nel mondo digitale moderno, in rapido cambiamento, il contenuto visivo è più importante che mai. L’IA possiede il potenziale per una trasformazione sociale che può includere l’espansione di nicchie no-profit (come i generi derivati del cyberpunk quali il solarpunk) da parte degli appassionati, nuovi intrattenimenti, prototipazione rapida, aumento dell’accessibilità alla creazione artistica, e il risultato artistico rispetto allo sforzo, ai costi o al tempo impiegato – ad esempio attraverso la creazione di bozze, definizioni di bozze e componenti di immagini (inpainting). Le immagini generate sono talvolta usate come schizzi, esperimenti a basso costo, ispirazione o illustrazioni di idee nella fase di verifica del concetto. Ulteriori funzionalità o miglioramenti possono anche riguardare la modifica manuale dopo la generazione (ad esempio, la rifinitura), come ad esempio una successiva elaborazione tramite un editor di immagini. 
Esistono molti approcci utilizzati dagli artisti per sviluppare arte visiva con IA. Nell’uso della conversione da testo a immagine, l’IA genera immagini basate su descrizioni testuali, utilizzando modelli quali la diffusione o architetture basate su transformer. Gli utenti inseriscono dei prompt e l’IA crea effetti visivi corrispondenti. Nel caso della conversione da immagine a immagine, l’IA trasforma un’immagine di input in un nuovo stile o forma basati su un prompt o un riferimento di stile, per esempio trasformando uno schizzo in un’immagine fotorealistica o applicando uno stile artistico. Nell’uso della conversione da immagine a video, l’IA crea brevi clip video o animazioni da un’immagine o sequenza di immagini, spesso aggiungendo movimento o transizioni. Ciò può includere l’animazione di ritratti statici o la creazione di scene dinamiche.

## Lavori
Pietro Grossi, il pioniere della computer music, dal 1986 produce computer grafica, scrivendo programmi che generano processi autonomi, che creano immagini sullo schermo, assolutamente imprevedibili e irrepetibili, elaborando il concetto di HomeArt “arte creata da e per se stessi, estemporanea effimera, oltre la sfera del giudizio altrui”.
Goldberg's Variations è un esempio di arte auto-generativa. Il software autom@tedVisualMusiC,
creato da Sergio Maltagliati compositore, programmatore e artista italiano, attivo nel campo dell'arte digitale e computer music, genera, partendo da una semplice cellula, molteplici e complesse variazioni musicali e visive. Le immagini, create in relazione a precise corrispondenze suono/segno/colore, seguono il mutare delle note e sono visualizzate attraverso il programma autom@tedVisualMusiC.
Il codice di programmazione viene scritto sulla base e sulle esperienze dei programmi realizzati da Pietro Grossi negli anni '80 nel linguaggio BBC BASIC con computer Acorn Archimedes, una programmazione solo apparentemente senza logica, affidata ad una casualità, che pone l'artista in una situazione di controllare i processi creativi nella misura desiderata. Il risultato ottenuto è un programma automatico e generativo che, partendo da una semplice sequenza sonoro-visuale, genera innumerevoli e infinite variazioni, dove anche l'ascoltatore-fruitore ha un ruolo predominante: la superficie dell'immagine genera dei campioni differenti di colore e di musica, facendo scorrere liberamente il mouse sulle immagini.